# Франко Колапінто
Франко Алехандро Колапінто — аргентинський гонщик, який зараз виступає у Формулі-1 за команду Alpine. 
Колапінто, який народився та виріс у Піларі, Буенос-Айрес, почав займатися картингом у віці дев'яти років, вигравши кілька регіональних та національних чемпіонатів. Перейшовши до юніорських формул у 2018 році, Колапінто здобув свій перший титул в чемпіонаті Іспанської Формули-4 2019 року з командою Drivex. Після цього він здобув два третіх місця у Єврокубку Формули-Рено та Серії Toyota Racing у 2020 році. У 2021 році Колапінто перейшов у перегони на спортивних автомобілях, виступивши у класі LMP2 Чемпіонату світу з перегонів на витривалість FIA, Європейській серії Ле-Мана та Азійській серії Ле-Мана за команду G-Drive, посівши третє місце в останній. Того ж року він також взяв участь у Європейському чемпіонаті Регіональної Формули з командою MP, посівши шосте місце в загальному заліку. У 2022 році Колапінто перейшов до Формули 3 FIA, де наступного сезону фінішував четвертим з командою MP та перейшов до Формули 2 FIA.
Він був членом Академії гонщиків Williams з 2023 року та дебютував за команду в Формулі-1 на Гран-прі Італії 2024 року, тимчасово замінивши Логана Сарджента в останніх дев'яти гонках сезону перед приходом в команду Карлоса Сайнса-молодшого. Він став першим аргентинським пілотом Формули-1 після Ґастона Маццакане, який востаннє виступав у сезоні 2001 року. Колапінто здобув свої перші очки на Гран-прі Азербайджану і повторив це на Гран-прі США. В сезоні 2025 року він приєднався до Alpine як резервний пілот і отримав місце основного пілота після шести Гран-прі, замінивши Джека Дуена.

## Особисте життя
Колапінто має італійсько-українське походження. Матір Франко — Андреа Трофимчук, предки якої переселилися в Аргентину з Волині у 1938 році. Своїми улюбленими гонщиками він називає Льюїса Гамільтона та Айртона Сенну, а його улюбленою трасою є Спа-Франкоршам. Вболіває за футбольний клуб «Бока Хуніорс».

## Кар'єра

### Картинг
Колапінто почав займатися картингом у віці дев'яти років. Він виграв Чемпіонат Аргентини в 2016 році (клас Pre-Junior) і 2018 (клас Sudam), а також регіональний чемпіонат Буенос-Айреса в 2016 році (клас Pre-Junior) і в 2017 році (клас Junior). Колапінто виграв золоту медаль на Літніх юнацьких Олімпійських іграх 2018 року в партнерстві з Марією Ґарсією Пуч.

### Іспанська Формула-4
Колапінто дебютував в автомобільних перегонах у 2018 році, взявши участь у фінальному раунді Іспанського чемпіонату Формули-4, виступивши за команду Drivex School. У 2019 році Колапінто підписав контракт з FA Racing by Drivex на повний сезон в Іспанському чемпіонаті Формули-4. Він завоював титул, вигравши всі три гонки в фіналі сезону, загалом здобувши в своєму повноцінному дебютному сезоні одинадцять перемог, тринадцять подіумів і чотирнадцять поул-позицій.

### Відкритий чемпіонат Євроформули
У сезоні 2019 року Колапінто виступив за Drivex як запрошений пілот в одному раунді на трасі Спа-Франкоршам. Він фінішував 15-им та 14-им в першій та другій гонці відповідно, випередивши в обох гонках свого товариша по команді Руї Андраде.

### Єврокубок Формули-Рено
В сезоні 2019 року Колапінто виступив з командою Drivex в двох раундах на трасах Спа-Франкоршам та Каталунья. Він фінішував 12-им та 20-им в гонках бельгійського раунду та 11-им і 10-им в гонках іспанського раунду. У липні 2020 року Колапінто приєднався до нідерландської команди MP Motorsport для участі в повному сезоні чемпіонату. Він завершив сезон на третьому місці здобувши дві перемоги, дев'ять подіумів та два найшвидших кола.

### Серія Toyota Racing
У січні 2020 року Колапінто приєднався до Kiwi Motorsport для участі в чемпіонаті 2020 року. Він завершив сезон на третьому місці, здобувши одну перемогу в Гемптон-Даунс, вісім подіумів, один поул та два найшвидші кола. Він також здобув перемогу в чемпіонаті серед новачків.

### Європейська та Азійська серії Ле-Ман
У 2021 році Колапінто брав участь у європейській та азіатській серії Ле-Ман за кермом Aurus 01 з командою G-Drive Racing. В Азії він здобув три подіуми в чотирьох гонках і завершив чемпіонат третім у загальному заліку класу LMP2 разом зі своїми напарниками Руї Андраде та Джоном Фолбом. В Європі він виступав з Ніком де Врісом і Романом Русіновим і посів четверте місце в загальному заліку класу LMP2, здобувши одну перемогу, два подіуми, один поул і одне найшвидше коло.

### Формула-1
У січні 2023 року Колапінто приєднався до Академії гонщиків Williams.
Колапінто дебютував за кермом боліда Формули-1 в Williams FW45 під час післясезонних тестів 2023 року на трасі Яс-Марина. Колапінто встановив 22-й найшвидший час у загальному заліку, проїхавши 65 кіл. Колапінто дебютував у вільних заїздах Формули-1 на Гран-прі Великої Британії 2024 року, замінивши Логана Сарджента в Williams під час першого вільного заїзду. Напередодні свого дебюту на вільних тренуваннях Колапінто заявив, що це був «історичний момент» для Аргентини.

#### Williams (2024)
Колапінто замінив Логана Сарджента в Williams після Гран-прі Нідерландів 2024 року та виступав за Williams до кінця сезону 2024 року, дебютувавши на Гран-прі Італії 2024 року. Колапінто став першим пілотом Формули-1 з Аргентини після Ґастона Маццакане, який востаннє брав участь у сезоні 2001 року.

## Результати виступів

### Загальна статистика
| Сезон | Серія                                                  | Команда                    | Перегони | Перемоги | Поули | Н/к | Подіуми | Очки  | Місце |
| ----- | ------------------------------------------------------ | -------------------------- | -------- | -------- | ----- | --- | ------- | ----- | ----- |
| 2018  | Іспанська Формула-4                                    | Drivex School              | 4        | 1        | 2     | 0   | 2       | 49    | 9     |
| 2019  | Іспанська Формула-4                                    | Drivex School              | 21       | 11       | 10    | 10  | 13      | 325   | 1     |
| 2019  | Відкритий чемпіонат Євроформули                        | Drivex School              | 2        | 0        | 0     | 0   | 0       | 0     | 27    |
| 2019  | Єврокубок Формули-Рено                                 | FA Racing by Drivex        | 4        | 0        | 0     | 0   | 0       | 0     | НК†   |
| 2020  | Єврокубок Формули-Рено                                 | MP Motorsport              | 20       | 2        | 0     | 2   | 9       | 213.5 | 3     |
| 2020  | Серія Toyota Racing                                    | Kiwi Motorsport            | 15       | 1        | 1     | 2   | 8       | 315   | 3     |
| 2021  | Європейський чемпіонат Регіональної Формули            | MP Motorsport              | 16       | 2        | 3     | 4   | 4       | 140   | 6     |
| 2021  | Азійська серія Ле-Ман                                  | G-Drive Racing             | 4        | 0        | 3     | 3   | 3       | 66    | 3     |
| 2021  | Європейська Серія Ле-Ман                               | G-Drive Racing             | 6        | 1        | 1     | 1   | 2       | 74    | 4     |
| 2021  | Чемпіонат світу з перегонів на витривалість FIA - LMP2 | G-Drive Racing             | 2        | 0        | 0     | 0   | 0       | 0     | НК†   |
| 2021  | 24 години Ле-Мана - LMP2                               | G-Drive Racing             | 1        | 0        | 0     | 0   | 0       | Н/Д   | 7     |
| 2021  | GT World Challenge Europe Endurance Cup - Silver       | ROFGO Racing with Team WRT | 1        | 0        | 0     | 0   | 0       | 11    | 27    |
| 2021  | Intercontinental GT Challenge                          | Team WRT                   | 1        | 0        | 0     | 0   | 0       | 0     | НК    |
| 2022  | Чемпіонат Формули-3 FIA                                | Van Amersfoort Racing      | 18       | 2        | 1     | 0   | 5       | 76    | 9     |
| 2023  | Чемпіонат Формули-3 FIA                                | MP Motorsport              | 18       | 2        | 0     | 0   | 5       | 110   | 4     |
| 2023  | Чемпіонат Формули-2 FIA                                | MP Motorsport              | 2        | 0        | 0     | 0   | 0       | 0     | 25    |
| 2024  | Чемпіонат Формули-2 FIA                                | MP Motorsport              | 20       | 1        | 0     | 3   | 3       | 96    | 9     |
| 2024  | Формула-1                                              | Williams Racing            | 9        | 0        | 0     | 0   | 0       | 5     | 19    |
| 2025  | Формула-1                                              | BWT Alpine F1 Team         | 1        | 0        | 0     | 0   | 0       | 0     | 21    |

† Колапінто брав участь в змаганні за запрошенням, тому йому не нараховувалися очки чемпіонату.

* Сезон триває.

### Формула-1
| Рік      | Команда            | Шасі          | Двигун                         | 1   | 2   | 3   | 4   | 5   | 6   | 7      | 8   | 9   | 10  | 11  | 12       | 13  | 14  | 15  | 16     | 17    | 18     | 19     | 20     | 21       | 22     | 23       | 24       | Місце | Очки |
| -------- | ------------------ | ------------- | ------------------------------ | --- | --- | --- | --- | --- | --- | ------ | --- | --- | --- | --- | -------- | --- | --- | --- | ------ | ----- | ------ | ------ | ------ | -------- | ------ | -------- | -------- | ----- | ---- |
| 2024     | Williams Racing    | Williams FW46 | Mercedes-AMG F1 M15 1.6 V6 t   | БАХ | САУ | АВС | ЯПО | КИТ | МАЯ | ЕМІ    | МОН | КАН | ІСП | АВТ | ВЕЛ Тест | УГО | БЕЛ | НІД | ІТА 12 | АЗЕ 8 | СІН 11 | США 10 | МЕХ 12 | САП Схід | ЛВГ 14 | КАТ Схід | АБУ Схід | 19    | 5    |
| 2025     | BWT Alpine F1 Team | Alpine A525   | Renault E-Tech R.E.25 1.6 V6 t | АВС | КИТ | ЯПО | БАХ | САУ | МАЯ | ЕМІ 16 | МОН | ІСП | КАН | АВТ | ВЕЛ      | БЕЛ | УГО | НІД | ІТА    | АЗЕ   | СІН    | США    | МЕХ    | САП      | ЛВГ    | КАТ      | АБУ      | 21*   | 0*   |
| Джерело: |                    |               |                                |     |     |     |     |     |     |        |     |     |     |     |          |     |     |     |        |       |        |        |        |          |        |          |          |       |      |

* Сезон триває.